# Литвиненко Олександр Петрович
Олександр Петрович Литвиненко (21 березня 1977, Горішні Плавні — травень 2008) — український спринтер-каноїст, який змагався у середині 90-х. Триразовий призер чемпіонатів світу серед молоді, срібний призер чемпіонату Європи. На літніх Олімпійських іграх 1996 року в Атланті він вибув у півфіналі як на дистанції С-2 500 м, так і на дистанції С-2 1000 м.